# 小行星2766
小行星2766（2766 Leeuwenhoek）是一颗围绕太阳公转的小行星。1982年3月23日，茲丹卡·瓦弗洛娃在克萊季发现了此天体。
該小行星以荷蘭科學家安東尼·范·雷文霍克命名。
这颗小行星的绝对星等为146.88384等。